# Distriktsrabbinat Gunzenhausen
Das Distriktsrabbinat Gunzenhausen entstand nach den Vorschriften des bayerischen Judenedikts von 1813 in Gunzenhausen,  eine Stadt  im mittelfränkischen Landkreis Weißenburg-Gunzenhausen in Bayern. 
Abraham Böheim war der letzte Rabbiner des Distriktsrabbinats.  Nach seinem Tod wurde das Distriktsrabbinat Gunzenhausen aufgehoben und dem Distriktsrabbinat Schwabach inkorporiert.

## Aufgaben
Die Aufgaben umfassten Beratungen über Schulangelegenheiten, die Verwaltung von Stiftungen und die Verteilung von Almosen. Zur Finanzierung der Distriktsrabbinate wurden Umlagen von den einzelnen jüdischen Gemeinden bezahlt.

## Gemeinden des Distriktsrabbinats
- Jüdische Gemeinde Altenmuhr (bis 1845, danach beim Distriktsrabbinat Ansbach)
- Jüdische Gemeinde Cronheim
- Jüdische Gemeinde Gunzenhausen
- Jüdische Gemeinde Weimersheim

## Distriktsrabbiner
- Abraham Böheim (* 1767 in Fürth; gest. 10. Dezember 1845 in Gunzenhausen)